# Dicranostigma lactucoides
Dicranostigma lactucoides är en vallmoväxtart som beskrevs av Joseph Dalton Hooker och Thoms.. Dicranostigma lactucoides ingår i släktet klasevallmosläktet, och familjen vallmoväxter. Inga underarter finns listade i Catalogue of Life.